# Royal Albert Memorial Museum
Royal Albert Memorial Museum (RAMM) – muzeum wielotematyczne i galeria sztuki w Exeter, w Anglii. Muzeum zlokalizowane jest przy ulicy Queen Street i mieści się w dwukondygnacyjnym budynku zbudowanym w latach 1865–1868 w stylu neogotyckim. Budynek jest zabytkiem klasy II.
Wstęp do muzeum jest bezpłatny. Działalność muzeum finansowana jest przez miasto Exeter oraz dotacje od Arts Council England i innych organizacji.

## Historia
Pomysłodawcą muzeum był parlamentarzysta Stafford Northcote, który zainicjował zbiórkę funduszy na jego budowę w 1861. Muzeum miało upamiętniać niedawno zmarłego księcia Alberta, męża królowej Wiktorii. Ziemię pod zabudowę podarował parlamentarzysta z Exeter, Richard Sommers Gard. Rozpisano konkurs na projekt budowli, który zwyciężył architekt John Hayward.
Początek budowy nastąpił w 1865. Równolegle zaczęto gromadzić eksponaty. W 1868 otwarto północne skrzydło budynku, a rok później ukończono budowę skrzydła południowego. Wtedy też nastąpiło oficjalne otwarcie muzeum przy udziale członków British Association. W budynku, poza muzeum i galerią sztuki, mieściły się także szkoła nauki (School of Science), sztuki (School of Art) oraz biblioteka publiczna.
W 1887 zainicjowano budowę dodatkowego skrzydła, wychodzącego na Upper Paul Street, które ukończono w 1899. Na ceremonii otwarcia obecni byli książę Jerzy (późniejszy król Jerzy V) i księżna Maria. Przy tej okazji muzeum uzyskało tytuł królewskiego (Royal).
Szkoły działające na terenie budynku dały początek uczelni Royal Albert Memorial College, która w 1910 przeniesiona została do nowo powstałego budynku, zlokalizowanego na tyłach muzeum. Biblioteka opuściła budynek przy Queen Street w 1930.
W latach 2008–2011 muzeum przeszło gruntowną modernizację, obejmującą rozbudowę i naprawy strukturalne budynku oraz przeprojektowanie wystaw. Projekt kosztował 24 mln funtów, z czego 9 mln sfinansowane zostało przez Heritage Lottery Fund. W 2012 RAMM otrzymało tytuł muzeum roku (Museum of the Year) przyznawany przez organizację Art Fund.

## Zbiory
W zbiorach muzeum znajduje się ponad milion eksponatów, spośród których na pokaz wystawionych jest ponad 8000. W posiadaniu muzeum znajdują się kolekcje z dziedziny etnografii, historii naturalnej, sztuk pięknych i użytkowej, archeologii lokalnej i światowej.